# Selección de críquet de Sint Maarten
La selección de críquet de Sint Maarten ha representado al Territorio neerlandés de Ultramar de Sint Maarten en el cricket. El equipo no es miembro del International Cricket Council, pero es miembro de la Asociación de Críquet de las Islas de Sotavento, que a su vez es una asociación miembro de la Cricket West Indies, y los jugadores de Sint Maarten generalmente representan al equipo de críquet de las Islas de Sotavento a nivel nacional. nivel y las Indias Occidentales a nivel internacional. Sin embargo, Sint Maarten ha jugado como una entidad separada en partidos que tenían el estado Twenty20, pero no ha aparecido en First Class o List A Criquet. El entrenador actual del equipo es Rishie Singh, quien fue designado en 2009. En septiembre de 2014, el capitán del equipo es Kenroy David.

## Historia
Un equipo de cricket de Sint Maarten se registró por primera vez en el cricket de las Indias Occidentales en 2000 contra el lado del condado inglésLeicestershire de gira. El equipo hizo su debut en el torneo NAGICO Leeward Islands One-Day contra las Islas Vírgenes Británicas en 2003, y ha continuado jugando en el torneo desde entonces. Sint Maarten terminó como subcampeón en la edición de 2009.
En 2004, Sint Maarten fue sede de cricket de primera clase por primera vez cuando las Islas de Sotavento jugaron contra las Islas de Barlovento en la Copa Carib 2003/04 en el Carib Lumber Ball Park, Philipsburg. Hasta la fecha la Madera Ball Park Carib ha acogido a las seis de primera clase y una lista A partido.
Sint Maarten fue invitado a participar en el Stanford 20/20 2006 , cuyos partidos tenían el estatus oficial Twenty20. Jugaron un partido en el torneo contra las Islas Vírgenes de los Estados Unidos , que perdieron por 47 carreras, lo que resultó en su eliminación del torneo. Dos años después, fueron invitados a participar en el Stanford 20/20 de 2008 , donde debían jugar contra Cuba en la ronda preliminar. Sin embargo, como el torneo fue organizado por Allen Stanford, un ciudadano estadounidense, Cuba no pudo participar en el torneo debido al embargo estadounidense a Cuba, y así se concedió a Sint Maarten un pase a la siguiente ronda. Jugaron contra San Vicente y las Granadinas en la siguiente ronda y fueron derrotados por 10 carreras. Estos partidos marcan las únicas apariciones importantes de Sint Maarten en el cricket.